# Nazi Lowriders
De Nazi Lowriders ook wel NLR of The Ride genoemd, is een criminele organisatie die afkomstig is uit Zuid-Californië, maar zich heeft verspreid naar andere staten in de VS. Het is een etnische organisatie in die zin dat (oorspronkelijk) alleen blanken lid mochten worden. De NLR is opgericht door John Stinson, de leider van de Aryan Brotherhood en ontwikkelde zich oorspronkelijk in het Californische jeugdgevangenissysteem. Ze zijn gelieerd aan de Aryan Brotherhood, waar zij aanvankelijk de "stoottroepen" voor vormden.
Hoewel zij het woord 'nazi' gebruiken, staat de NLR niet te boek als antisemitisch, het is meer een verwijzing naar hun blank-etnische organisatie. De term lowriders zou een spot zijn op het gebruik bij veel bendes van Hispanics om in lowriders (verlaagde auto's) te rijden.
De NLR ontstond in het midden van de jaren 70 en deed het "loopwerk" voor de Aryan Brotherhood, wat destijds een vooral in de gevangenis georganiseerde bende (gang) was. NLR-leden, die voornamelijk uit de jeugdgevangenis kwamen, hadden over het algemeen kortere straffen dan de leden van de Aryan Brotherhood. Toen de autoriteiten in 1990 de Aryan Brotherhood aanpakten kreeg de NLR meer en meer de kans op eigen benen te staan.
De NLR staat bekend als een tamelijk gewelddadige organisatie die zich vooral toelegt op handel in methamfetamine. Zij zijn er inmiddels toe overgegaan om ook leden te werven onder Hispanics of mensen met deels Latijns-Amerikaans afkomst, dit zeer tegen de wens van de Aryan Brotherhood. Deze laatste zou dan ook aan een andere etnisch georiënteerde gang, Public Enemy Number 1 (Peni), toestemming hebben gegeven om NLR-leden die ingaan tegen de wensen van de Aryan Brotherhood te vermoorden.